# 印象・日の出
『印象・日の出』（いんしょう・ひので、フランス語: Impression, soleil levant）は、クロード・モネが1872年に描いた絵画。印象派の名前の由来となる美術史上、重要な意味を持つ作品である。

## 概要
モネはこの作品に関して、「ル・アーヴルで部屋の窓から描いた作品で、霧の中の太陽と、そそり立つ何本かのマストを前景に描いた」と述べている。
フランス北西部の都市ル・アーヴルの港の風景をやわらかい筆の動きで描いている。
この作品が初めて展示されたのは1874年の印象派展だった。その展覧会のカタログの責任者であったエドモン・ルノワールから作品のタイトルを求められた時のことをモネは次のように説明している。「これに『ル・アーヴルの眺め』という題をつけることはできなかった。そこで『印象』としてほしいと言った。」
この絵は1966年からマルモッタン美術館所蔵であるが、1985年に盗まれ1990年に発見されている。1991年から再度展示している。

## 作品

### 制作年
左下に「Claude Monet 72」とサインが記されているが、1872年にモネが現地を訪れた記録がないことから、このサインは誤記とされ、長らく1873年に描かれた作品とされてきた。1872年にモネがカミーユ・ピサロ宛に送った書簡が残されているが、そこにはル・アーヴルに滞在した記述はなく、1873年の書簡では4月付の手紙でノルマンディーに滞在している記述がある。これを根拠にカタログ・レゾネの編纂者ダニエル・ウィルデンシュタインが1873年4月を制作年と定めた。美術史家の中でも制作年については意見が割れていた。本作を所蔵しているマルモッタン美術館は、2014年に米国テキサス州立大学の天文学者ドナルド・W・オルセンらと制作日時を特定するための本格的な調査を行った。当時の太陽の位置、潮位、天候などをもとに、「1872年11月13日7時35分頃」の風景を描いた可能性が高いと発表した。

### 主題
1878年当時の競売カタログには「印象・日の入り」と記載されていることを理由に、日の出ではなく日の入りを描いたとする説があった。これについてマルモッタン美術館の2014年の研究によると、描かれた方角は当時モネが滞在した現地のホテルが1830年創業のアミロテホテルであること、画中の水門や太陽の位置などから、風景は港の南東で太陽の昇る時刻に描かれたと判明し、日の出が画題であることが確定した。この絵に描かれた実際のル・アーヴル港は、第二次世界大戦の爆撃で失われてしまっている。しかし、地図や絵画など多数の資料が残されているため風景に描かれたモチーフは詳細に特定できる。19世紀後半のル・アーヴル港は国の出資により大規模な工事が行なわれていた。画面右側に描かれているのはア・ブラと呼ばれる土を掘り出すための手動式回転クレーンである。その更に後ろに描かれた3本の垂直線は、ミ＝マレ船渠に停泊する船のマストである。船渠は1872年当時は完成したばかりであり、画面左側には船渠の水を抜く施設の煙突が見える。画面中央には船渠の入り口となるトランザトランティク水門が描かれ、入渠できるよう開門されていることから満潮時の水門を描いていることがわかる。

### 画法

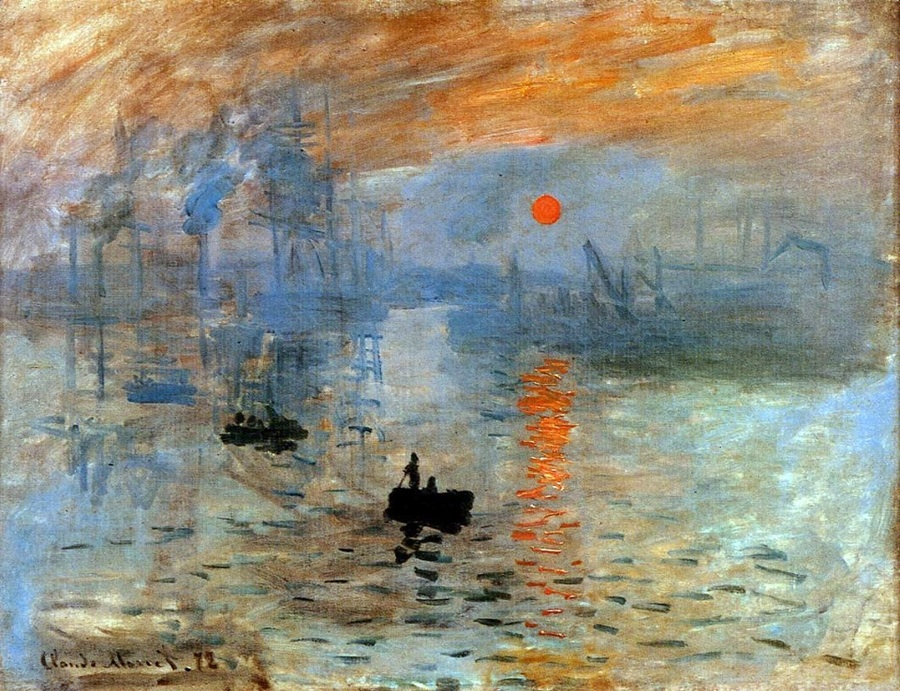
照明の加減により絵画の印象は全く異なったものになる

伝統的な風景画は水平線をキャンバスの下部に引き、空を大きく描くのに対して、モネの風景画に特徴的なのは水平線をあえて上部に置くことで光が反映する水面を大きくとらえている。これにより細部を簡略化し、全体のバランスを重視する表現が効果的に表れている。波模様はすばやい厚塗りの筆さばきにより簡略に描き上げられ、青い時を朝陽が照らす光景は色彩も限定されている。大胆な色彩と平面的な筆致による筆触分割が顕著に見られる作品である。

### 来歴
19世紀当時のフランスでは歴史的、宗教的な主題に重きが置かれ、風景画や静物画などは軽んじられていた。一方でモネは従来の様式にとらわれない画法で、風景や生活の一場面を多く描いていた。
『印象』は1874年に開かれた最初の印象派展（画家、彫刻家、版画家などの美術家による共同出資会社第1回展）で展示された。評論家のルイ・ルロワは、この作品の題を見て、自身が担当する風刺新聞『ル・シャリヴァリ』紙のレビュー記事において、この展覧会を軽蔑の念と悪意をこめて「印象主義の展覧会」と評した。この命名が後に定着し、彼は意図せずに「印象派」の名付け親になった。
展覧会の後はエルネスト・オシュデのコレクションに加わったが徐々に関心が薄れていく中で1878年には『印象・日の入り』の名前で競売にかけられる。落札したのはルーマニア出身貴族のジョルジュ・ド・ベリオ。彼は印象派の画家たちの熱心なコレクターであり友人であった。彼の死後も一人娘のヴィクトリーヌとその夫ウジェーヌ・ドノ・ド・モンシーへ相続されるものの、当時はまだ人気のある作品ではなかった。1900年パリ万国博覧会で開催された「フランス美術の100年展」には『ヨーロッパ橋、サン・ラザール駅』『テュイルリー公園』がドノ・ド・モンシー夫妻のコレクションから貸与されるも、『印象』は万博で必要とされなかった。
万博で印象派が認められるようになっても、注目されなかった『印象』だが、愛着を抱いていた夫妻は再発見の手助けとなるよう働きかけた。その売り込みは功を奏し、1931年にはポール・ローゼンベルグ画廊に展示され、ついで1937年にはワルシャワ、プラハで開かれたフランス美術傑作展にも展示された。
1932年、美術愛好家ポール・マルモッタンは自宅を美術館としてアカデミーへ遺贈する。この最初の訪問者でもあったドノ・ド・モンシー夫妻はこの美術館に自分のコレクションを遺贈することを決め、『印象』は1940年、正式にマルモッタン美術館の所蔵となる。だが、美術館のドノ・ド・モンシー・コレクションの展示室は1948年にようやく落成式が行われたが、開会の辞でも『印象』への言及はなく、最初に刊行された絵はがきにも『印象』は含まれていなかった。
傑作へ至る地位は、海外からもたらされた。ジョン・リヴォルド著作『印象派の歴史』は、印象派を礼賛する新しい著作で、『印象』を印象派の名の由来として知らしめた作品だった。これを契機に『印象』は注目を浴びるようになる。フランスでこの訳本が出版された2年後の1957年、ヴィクトリーヌ夫人は『印象』をフランスから持ち出すことを禁じた。この時、西洋近代絵画の至宝の地位として世間に認められるようになる。
2014年『印象・日の出』が発表から140年となることを記念し、マルモッタン美術館は『印象・日の出』に捧げる展覧会を開催した。